# Teorema de Cartan–Hadamard
En matemáticas, el teorema de Cartan-Hadamard es una idea importante en geometría riemanniana. Básicamente, nos dice cómo son ciertos espacios geométricos que tienen una "curvatura no positiva". Imagina una superficie que no se curva hacia afuera como una esfera, sino que se mantiene plana o se curva hacia adentro como una silla de montar. Este teorema nos ayuda a entender la forma general de estos espacios.
El teorema afirma que si tenemos un espacio de este tipo (completo y con curvatura no positiva), podemos "desenrollarlo" completamente, como si fuera una alfombra, y extenderlo sobre un espacio plano (un espacio euclídeo, como una hoja de papel infinita, pero en más dimensiones). Este "desenrollado" se hace usando una herramienta matemática llamada aplicación exponencial.
Este teorema fue descubierto por primera vez por Hans Carl Friedrich von Mangoldt para superficies (como la silla de montar que mencionamos) en 1881. Jacques Hadamard también lo demostró de forma independiente en 1898. Luego, Élie Cartan lo extendió a espacios más generales (variedades riemannianas) en 1928 (Helgason, 1978;do Carmo, 1992;Kobayashi y Nomizu, 1969). Más tarde, Mijaíl Grómov encontró una versión aún más general del teorema para otros tipos de espacios, no solo los geométricos "suaves" (Ballmann (1990);Alexander y Bishop (1990)).

## Geometría riemanniana
En la geometría riemanniana (que estudia espacios curvos "suaves"), el teorema de Cartan-Hadamard dice lo siguiente: si tienes un espacio geométrico completo (sin "agujeros" ni "bordes"), conexo (de una sola pieza) y con curvatura no positiva (como la silla de montar), entonces puedes "desenrollarlo" sobre un espacio plano de la misma dimensión (Rn).
Más técnicamente, el espacio recubridor universal (que es como una versión "desenrollada" del espacio original) es difeomorfo a Rn. Esto significa que hay una forma suave y reversible de transformar el espacio "desenrollado" en el espacio plano. La aplicación exponencial es la herramienta que nos permite hacer esta transformación. Piensa en la aplicación exponencial como un mapa que te dice cómo "caminar" en línea recta en el espacio curvo.
Este teorema también funciona para espacios aún más generales, llamados variedades de Hilbert (McAlpin, 1965;Lang, 1999, IX, §3).

## Geometría métrica
En geometría métrica (que estudia espacios donde solo sabemos medir distancias), el teorema de Cartan-Hadamard nos da una idea similar.  Si tenemos un espacio métrico completo (sin "agujeros"), conexo (de una sola pieza) y con curvatura no positiva, entonces su recubridor universal (la versión "desenrollada") es un espacio de Hadamard.
Un espacio de Hadamard es un tipo especial de espacio donde, entre otras cosas, dos puntos cualesquiera siempre están conectados por una única línea recta (geodésica) más corta.  Esto significa que si el espacio original es simplemente conexo (es decir, no tiene "agujeros" que puedas rodear con un lazo), entonces es un espacio geodésico y, además, es contráctil (puedes "aplastarlo" continuamente hasta convertirlo en un solo punto).
Pero, ¿qué significa que un espacio métrico tenga "curvatura no positiva"?  Imagina tres puntos en el espacio, z, a y b, que forman un triángulo.  Ahora, encuentra el punto medio m del segmento que une a y b.  Si la distancia de z a m es *menor o igual* que lo que obtendrías en un triángulo plano con los mismos lados, entonces el espacio tiene curvatura no positiva (al menos en esa pequeña región).
Más formalmente, si γ es una geodésica (camino más corto) que va de a = γ(0) a b = γ(1), y m = γ(1/2) es el punto medio, entonces:
{\displaystyle d(z,\gamma (1/2))^{2}\leq {\frac {1}{2}}d(z,\gamma (0))^{2}+{\frac {1}{2}}d(z,\gamma (1))^{2}-{\frac {1}{4}}d(\gamma (0),\gamma (1))^{2}.}
Esta desigualdad, llamada condición CAT(0), es una forma de decir que los triángulos en este espacio son "más delgados" que los triángulos en un espacio plano.

### Generalización a espacios localmente convexos
Incluso podemos relajar un poco más la condición de "curvatura no positiva" (Alexander y Bishop, 1990). En lugar de pedir que los triángulos sean "más delgados" que en el espacio plano, podemos pedir simplemente que la distancia entre dos geodésicas sea una función convexa.  Esto significa que si te mueves a lo largo de dos geodésicas al mismo tiempo, la distancia entre ellas nunca aumenta más rápido de lo que lo haría en un espacio plano.
Si un espacio métrico es conexo (de una sola pieza), completo (sin "agujeros") y localmente convexo (esta condición de la distancia entre geodésicas se cumple en una pequeña región alrededor de cada punto), entonces su recubridor universal es un espacio geodésico convexo. Y, como antes, esto implica que el recubridor universal es contráctil (se puede "aplastar" hasta un punto).

## Importancia
El teorema de Cartan-Hadamard es importante porque muestra cómo una propiedad local (la curvatura no positiva) y una propiedad global (la conexión simple, es decir, no tener "agujeros" que no se puedan tapar) pueden combinarse para darnos una propiedad global muy fuerte: la contractilidad (poder "aplastar" el espacio hasta un punto) o, en el caso de la geometría riemanniana, el hecho de que el espacio sea básicamente como un espacio plano (difeomorfo a Rn).
En términos más sencillos, el teorema nos dice que si un espacio tiene una curvatura "hacia adentro" o plana, y no tiene "agujeros" grandes, entonces su forma general es bastante simple: se puede "desenrollar" sobre un espacio plano.
Además, la versión métrica del teorema nos dice que ciertos tipos de espacios construidos a partir de poliedros (llamados complejos celulares) son asféricos (no tienen "agujeros" de dimensiones superiores). Esto es muy útil en un área de las matemáticas llamada teoría geométrica de grupos.